# 今夜在賞月的山丘上
《今夜在賞月的山丘上》（今夜月の見える丘に），是日本樂團B'z的第27張單曲和代表作之一。

## 簡介
- 為木村拓哉、常盤貴子主演之日劇《美麗人生》主題曲。
- 由於《美麗人生》的高度收視率，促使這張作品成為繼1997年的單曲《Calling》之後, 再度獲得睽違三年的百萬銷量紀錄作品。
- 至目前為止，本單曲為B'z 最後一張百萬單曲。
- 此張單曲為日本流行樂界跨入21世紀後，由樂團所達成僅存三張百萬單曲裡的其中之一(另外兩張為南方之星的海嘯，GLAY的迷惑/SPECIAL THANKS)
- 據Oricon調查，在B'z15張百萬單曲之中，這張被選為歷代第一[來源請求]。
- 最終銷量約112.8萬張，為日本最暢銷單曲第175名。

## 收錄曲
1. 今夜在賞月的山丘上 (4:13)
由B'z以美麗人生之劇本為基礎而編寫的主題曲。其音樂錄影帶在洛杉磯帕薩迪那市郊之一座教堂中拍攝而成。
本曲與收錄在專輯ELEVEN和精選輯The Ballads 〜Love & B'z〜各為不同版本之間奏。
2. 所以請放開那隻手（だからその手を離して -Mixture style-）（4:08） 
為1988年出道單曲之重新編曲版本，並收錄於精選輯B'z The "Mixture"當中。這首歌曲在前一年的Brotherhood巡迴場次中演奏並獲得好評，因而製作重新錄音版本。

## 製作人員
- 松本孝弘：吉他、全曲作曲、編曲
- 稲葉浩志：主唱、全曲作詞
- 山木秀夫：鼓（#1）
- 黒瀬蛙一：鼓（#2）
- 中村“Kitaro”幸司：貝斯（#1）
- 満園庄太郎：貝斯（#2）
- 小野塚晃：鋼琴（#1）

## 主題曲
- TBS電視台週日劇場『美麗人生』主題曲

## 收錄專輯
曲目1：
- ELEVEN（為不同 Guitar Solo ver.）
- The Ballads 〜Love & B'z〜（不同 Guitar Solo ver.）
- B'z The Best "Pleasure II"
- B'z The Best "ULTRA Pleasure"

曲目2：
- B'z The "Mixture"